# Засоби масової інформації в Черкасах
Значна чисельність населення та економічний розвиток регіону обумовлюють розвиток ЗМІ. Розвинутий сегмент як комунальних, так і приватних ЗМІ. Найбільше різноманіття представлено в групі друкованих ЗМІ.

## Друковані ЗМІ
З кількох сотень зареєстрованих у Головному Управлінні Юстиції Черкаської Обласної Державної Адміністрації в наш час[коли?] [2010] виходить у світ лише з десяток ЗМІ, що мають регіональний статус та видаються в обласному центрі:
- Суспільно-політичний тижневик «Антена»[2]
- газета «Вечірні Черкаси»[3];
- газета «Акцент»;
- газета «Молодь Черкащини»;
- газета «Нова Доба»;
- газета «Місто»;
- газета «Черкаський край»;
- газета «Прес-Центр»[4];
- газета «Нова Молодь Черкащини»;
- газета «УЮТ»;
- газета «Сільські Відомості»;
- газета «Губернські Відомості»;
- регіональний економіко-аналітичний журнал "Черкаси Бізнес" (з вересня 2011 року)
- незалежна суспільно-громадська газета «Козацький Край»;

Черкаси Бізнес
Комерційну пресу представляють газети «Авіsо-Черкаси», «От и До», «Ринок-Черкаси», «Екстра-ПреSS».
Дитячо-юнацьку пресу репрезентує газета «Шкільна Оригінальна Класна» (ШОК) та газета «Альтаїр», яка видається учнями спеціалізованої школи № 17.

## Інтернет-видання
- Антена он-лайн "Antenna" [5]
- інтернет-видання "ПРО ВСЕ" [6]
- інтернет-видання "ПУНКТ" [7]
- інтернет-видання «ПРОЧЕРК» [8]
- інтернет-видання "Козацький Край" [9]
- Сайт про прогнози змін у місті у найближчі роки cherkasy-future [10]
- Сайт про екологічні питання cherkasy.name [11]
- Сайт про корисні та цікаві поради для жінок cherkashchanka
- Сайт про тенденції/тренди в місті (культурні, музичні, інформаційні) cherkasy-trend
- Сайт про талановитих мешканців міста і зіркових вихідців cherkaski
- Сайт про політичні новини yes-cherkasy [12]
- Сайт про бізнес/освіту/роботу cherkasy.one [13]
- Сайт про позитивні події міста cherkasy-city [14]
- Сайт про спорт, культуру та новаторство icherkashchanyn [15]

## Телебачення
У місті діють такі місцеві телерадіокомпанії, приватні:
- ТОВ "Телекомпанія «Антена»;
- «Вікка»
- «TPK "Медіа Центр"Черкаське регіональне представництво "5 каналу"»
- Громадське телебачення: Черкаси

Телерадіокомпанія, що не представляє інтереси влади та приватних осіб та фінансується з коштів платників податків України - Суспільне Черкаси [Архівовано 26 жовтня 2021 у Wayback Machine.]. (Суспільне мовлення або громадське мовлення — один з різновидів суспільних послуг, що спеціалізується на забезпеченні своєї громади послугами радіо, телебачення та інших електронних медіа). 

## Радіостанції
В Черкасах існують виключно FM-радіостанції, більшість з яких лише ретранслює програми загальнонаціональних мережевих мовників.
- 88.3  MHz - «Радіо Культура»
- 90.6  MHz - «Країна ФМ»
- 91.0  MHz - «Радіо Релакс»
- 91.4  MHz - «Українське радіо» / «Українське радіо: Рось»
- 92.1  MHz - «Перець FM»
- 98.6  MHz - «Радіо Промінь»
- 100.2 MHz - «Радіо П'ятниця»
- 101.6 MHz - «Армія FM»
- 101.0 MHz - «Радіо Максимум»
- 101.6 MHz - «Авторадіо» (в планах припинення мовлення), (конкурс від 03/07/2025)
- 102.4 MHz - «Radio ROKS»
- 102.9 MHz - «Наше радіо»
- 103.3 MHz - «Radio NV»
- 103.7 MHz - «Радіо Байрактар»
- 104.1 MHz - «Хіт FM»
- 104.5 MHz - «Мелодія FM»
- 105.0 MHz - «Kiss FM»
- 106.1 MHz - «Люкс FM»
- 107.1 MHz - «DJFM»
- 107.5 MHz - «Шлягер FM»

Впевнений прийом радіостанцій обмежений радіусом 30-50 км.

## Медіа холдинги
В Черкасах існують 3 потужні медіа співтовариства:
- Медіагрупа «Антена», що об'єднує газету, телеканал та інтернет-ресурс.
- «Вечірні Черкаси» -видавництво «Республіка» — об'єднує на базі редакції «Вечірніх Черкас» кілька видань «Жіночу газету», місцевий випуск «Авіsо», тощо та друкарню офсетного друку
- «Радіо-дім» — сейлс-хаус кількох місцевих ретрансляторів мережевих FM-радіостанцій

## Телекомунікаційні послуги
- На території міста Черкаси працює кілька провайдерів провайдер програмної послуги, що поширюють пакети телевізійних програм по кабельним мережам міста. Охоплення та аудиторія провайдерів за останні роки зазнали істотних змін. Найпотужнішим провайдером є McLaut, також в місті працюють "Фрегат" та "Воля". Також вибірково в багатоетажній забудові представлений "Київстар".

## Освіта журналістів
Фахівців для ЗМК (Засобів масової комунікації) в Черкасах готує факультет журналістики  Черкаського національного університету імені Богдана Хмельницького та інші профільні та непрофільні ВНЗ міста та України.

## Професійні об'єднання працівників ЗМІ
- Обласні відділення  Національної Спілки журналістів України
- Черкаська громадська організація «Центр медіаініціатив»
- Черкаський прес-клуб реформ